# Бабенко, Эрнст Михайлович
Эрнст Миха́йлович Бабе́нко (бел. Эрнст Міхайлавіч Бабенка; 21 октября 1937 года, Плещеницы, Логойский район, Минская область — 15 августа 2019 года) — ректор Новополоцкого политехнического института (1974—1976, 1987—1993) и Полоцкого государственного университета (1993—2003). Доктор технических наук (1989), профессор (1991). Действительный член Белорусской академии образования, Международной и Белорусской инженерных академий.

## Биография
Родился в семье служащих. В 1954 году с отличием окончил среднюю школу № 2 города Молодечно.
1954—1959 — студент Московского химико-технологического института им. Д. И. Менделеева.
1959—1962 — машинист газонаддувки, начальник смены, заместитель начальника пекококсового цеха Челябинского металлургического завода.
1962—1968 — работал старшим научным сотрудником, руководителем группы, начальником лаборатории, начальником отдела технологических лабораторий Государственного научно-исследовательского института электродной промышленности (г. Челябинск). Подготовлена и защищена в МХТИ кандидатская диссертация (1967).
1968—1970 — старший преподаватель, доцент, заведующий кафедрой Новополоцкого филиала Белорусского технологического института.
1970—1973 — директор Новополоцкого филиала БТИ.
1974—1976 — ректор Новополоцкого политехнического института.
1976—1985 — директор Государственного научно-исследовательского и проектно-конструкторского института электродной промышленности Министерства цветной металлургии СССР (г. Москва). При непосредственном участии Бабенко были разработаны эффективные способы получения каменноугольных пеков, углеродных волокон и целого ряда композиционных материалов, которые нашли своё применение в оборонной промышленности, в частности, космической и авиационной, и были освещены в докторской диссертации (1988).
1985—1987 — заместитель генерального директора по науке и новой технике Всесоюзного объединения «Союзуглерод» Министерства цветной металлургии СССР (г. Москва).
С началом перестройки центральные органы управления постепенно теряли влияние на экономическую жизнь страны. Бабенко принял предложение министра высшего и среднего образования БССР Н. М. Мешкова и вернулся в Новополоцк.
1987—1993 работал ректором Новополоцкого политехнического института, а после его преобразования (Приказ Министерства образования РБ № 115-к от 8.10.1993 г.) возглавлял в 1993—2003 годах Полоцкий государственный университет.
Благодаря усилиям Бабенко в 2003 году Полоцкому государственному университету был передан комплекс зданий Полоцкого иезуитского коллегиума, который включён в Государственный список историко-культурных ценностей Республики Беларусь как уникальный памятник архитектуры международного значения.
2003—2016 — профессор кафедры химии и технологии переработки нефти и газа Полоцкого государственного университета.
Умер 15 августа 2019 года.

## Научная деятельность
Изучал жидкие и твёрдые продукты каменноугольного происхождения. Принимал участие в разработке эффективных способов получения каменноугольных пеков, углеродных волокон и целого ряда композиционных материалов, которые нашли своё применение в оборонной промышленности, в частности, космической и авиационной.
Под руководством Бабенко сотрудниками кафедры химической технологии топлива и углеродных материалов Полоцкого государственного университета выполнен ряд работ для промышленности, большинство из которых связано с разработкой технологий и технических решений производства пеков из остаточных продуктов нефтепереработки, получения битумов и битумсодержащих композиционных материалов.

## Общественная деятельность
- Депутат Новополоцкого городского Совета народных депутатов
- Депутат Челябинского городского Совета народных депутатов
- Депутат Витебского областного Совета народных депутатов
- Член комиссии по научно-технической политике при Совете Министров Республики Беларусь

## Награды и премии
- Орден Дружбы народов (1981)
- Медаль «Ветеран труда» (1985)
- Заслуженный работник народного образования
- Орден Почёта (2002)
- Почётный гражданин городов Новополоцка (1998) и Полоцка (2015)[9].